# Геохімічне поле
Геохімічне поле (англ. geochemical field, нім. geochemisches Feld n) — геологічний простір, кожному елементарному об'єму якого відповідає окреме значення концентрації хімічного елемента, що є функцією координат простору і часу.
На практиці вміст хімічного елемента відображається у вигляді ізоліній — ізоконцентрат.